# آلدو، جووانی و جاکومو
آلدو، جووانی و جاکومو (انگلیسی: Aldo, Giovanni & Giacomo) با نام‌های اصلیِ آلدو بالیو (تلفظ ایتالیایی: [ˈaldo ˈbaʎʎo]؛ زادهٔ ۲۸ سپتامبر ۱۹۵۸)، جووانی استورتی (تلفظ ایتالیایی: [dʒoˈvanni ˈstɔrti]؛ زادهٔ ۲۰ فوریه ۱۹۵۷) و جاکومو پورِتی (تلفظ ایتالیایی: [ˈdʒa:komo poˈretti]; زادهٔ ۲۶ آوریل ۱۹۵۶) سه کمدین، بازیگر، کارگردان، فیلم‌نامه‌نویس و نویسنده هستند. آنها از سال ۱۹۹۱ میلادی تاکنون در حوزهٔ سینما، تئاتر و تلویزیون فعال بوده و از شناخته‌شده‌ترین کمدین‌های ایتالیا به‌شمار می‌روند. طنز آنها از گونهٔ میلانی بوده که عموماً از یک ایدهٔ اولیهٔ ساده آغاز می‌شود و بر پایهٔ تفکر قالبی تفاوت‌هایی است که میان ایتالیای شمالی و ایتالیای جنوبی وجود دارد.
از فیلم‌ها یا برنامه‌های تلویزیونی که وی در آن نقش داشته‌است، می‌توان به همه مردان بی‌کفایت و "سه مرد و یک پا".